# 大林剛郎
大林 剛郎（おおばやし たけお、1954年（昭和26年）6月9日 - ）は、日本の実業家、工学修士（スタンフォード大学）。株式会社大林組代表取締役会長。創業家出身で同社株2.35%を所有する個人筆頭株主。
関西経済同友会代表幹事、関西経済連合会統括委員理事、スタンフォード大学国際研究学会学外評議会評議員、大阪建設業協会理事、大阪日仏センター・アリアンス・フランセーズ理事長、大阪日仏協会会長、財団法人日本卓球協会会長、ICSカレッジオブアーツ理事、文化審議会委員等を歴任。リトアニア名誉領事。

## 経歴
- 1954年 - 東京都生まれ
- 1970年 - 慶應義塾普通部卒業
- 1973年 - 慶應義塾高等学校卒業
- 1977年 - 慶應義塾大学経済学部卒業、株式会社大林組入社[2]
- 1978年 - スタンフォード大学工学部大学院留学
- 1980年 - 工学研究科（Civil Engineering School）にて修士取得
- 1983年 - 大林組取締役
- 1989年 - 代表取締役副社長
- 1997年 - 代表取締役副会長
- 2004年 - 代表取締役会長
- 2015年 - フランス共和国レジオン・ドヌール勲章シュヴァリエを受章[3]
- 2021年 - 文化庁長官表彰[4]